# Stanislaw Nowicki

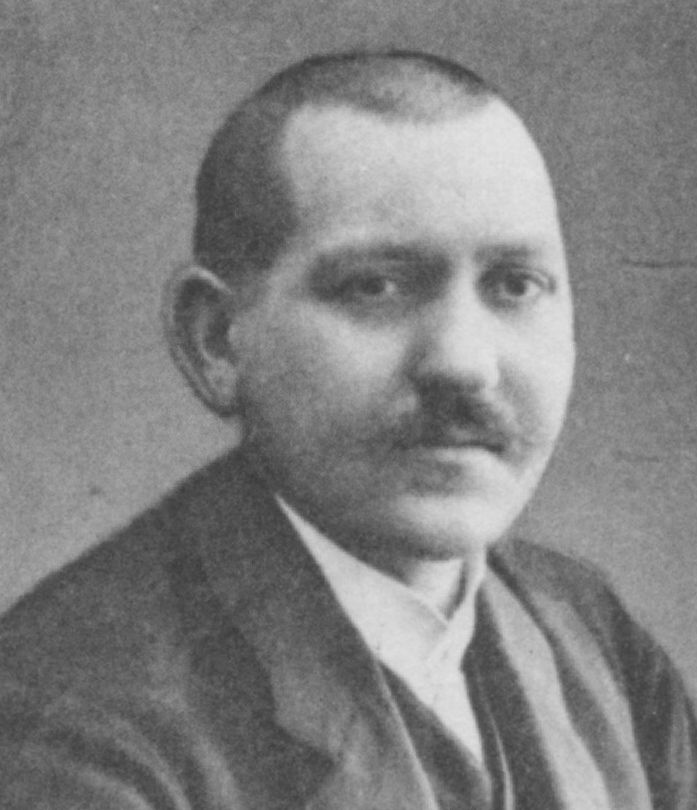
Stanislaw Nowicki als Reichstagsabgeordneter 1912

Stanislaw Nowicki, polnisch: Stanisław Nowicki, (* 6. April 1870 in Stenschewo; † 27. August 1948) war Drucker, Gewerkschafter, Mitglied des polnischen Sejm und Mitglied des Deutschen Reichstags.

## Leben
Nowicki besuchte die Volksschule zu Stenschewo und die Volksschule zu Posen. Er erlernte dann das Buchdruckergewerbe und arbeitete ca. 20 Jahre hindurch als technischer Leiter in der Dr. Szymanskischen Buchdruckerei zu Posen. Er war Mitbegründer der polnischen Berufsvereinigung zu Posen und sechs Jahre lang unbesoldeter Vorsitzender derselben. 1908 begründete er eine Buchdruckerei verbunden mit einer Kautschukstempelfabrikation. Im Juli 1909 wurde er zum besoldeten Vorsitzenden der Handwerkerabteilung obiger Berufsvereinigung gewählt.
Von 1910 bis 1918 war er Mitglied des Deutschen Reichstags für den Wahlkreis Posen 1 (Posen-Stadt) und die Polnische Fraktion.